# Keila
Keila (německy Kegel) je estonské město a zároveň samosprávná jednotka kraje Harjumaa. Leží na stejnojmenné řece 25 km jihozápadně od Tallinnu.

## Historie
Keila je poprvé zmíněna roku 1241 v soupise Liber Census Daniæ. Těžce utrpěla za livonské války. Rozvíjet se začala po zprovoznění železnice z Tallinnu do Paldiski roku 1870. Roku 1938 získala Keila městská práva. Za sovětské nadvlády zde byla vojenská základna. Keila je známá díky elektrotechnickému průmyslu.
Nachází se zde luteránský kostel sv. Michala ze 13. století, jehož současná podoba pochází z roku 1596.

## Partnerská města
- Barsbüttel, Německo
- Birštonas, Litva
- Huittinen, Finsko
- Chiatura, Gruzie
- Nacka, Švédsko
- Nieuwegein, Nizozemsko
- Sigulda, Lotyšsko

## Galerie

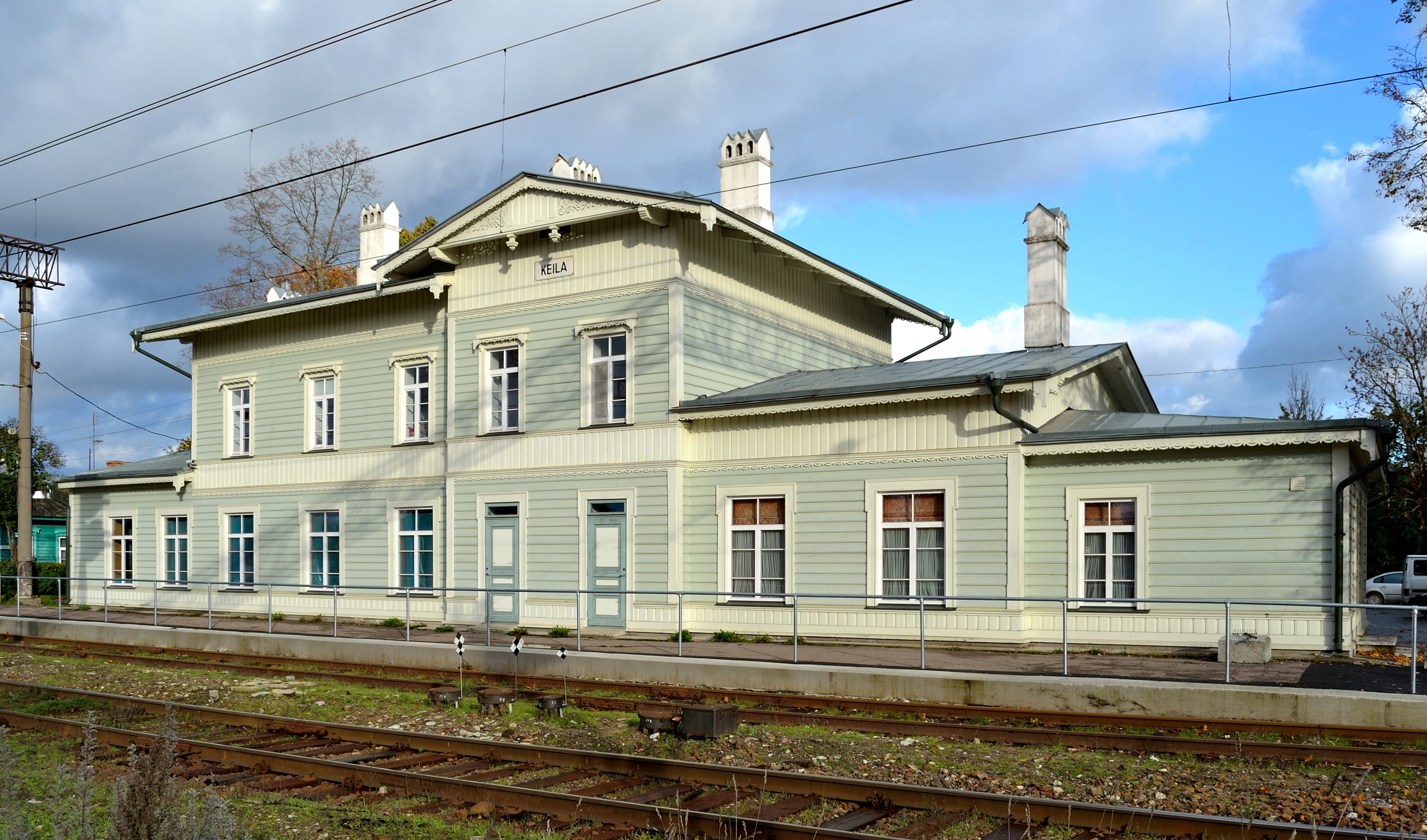
Keilské nádraží
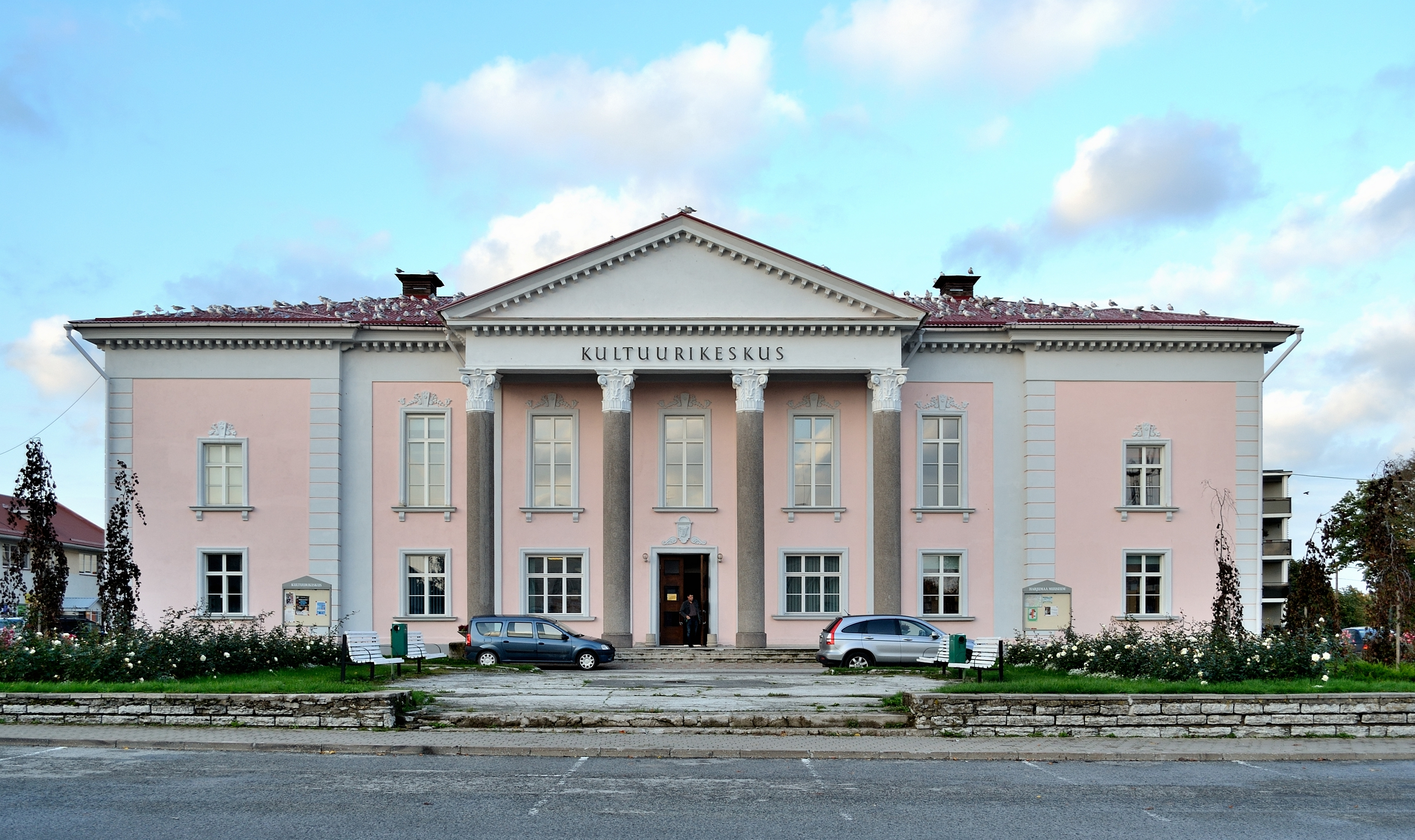
Kulturní středisko
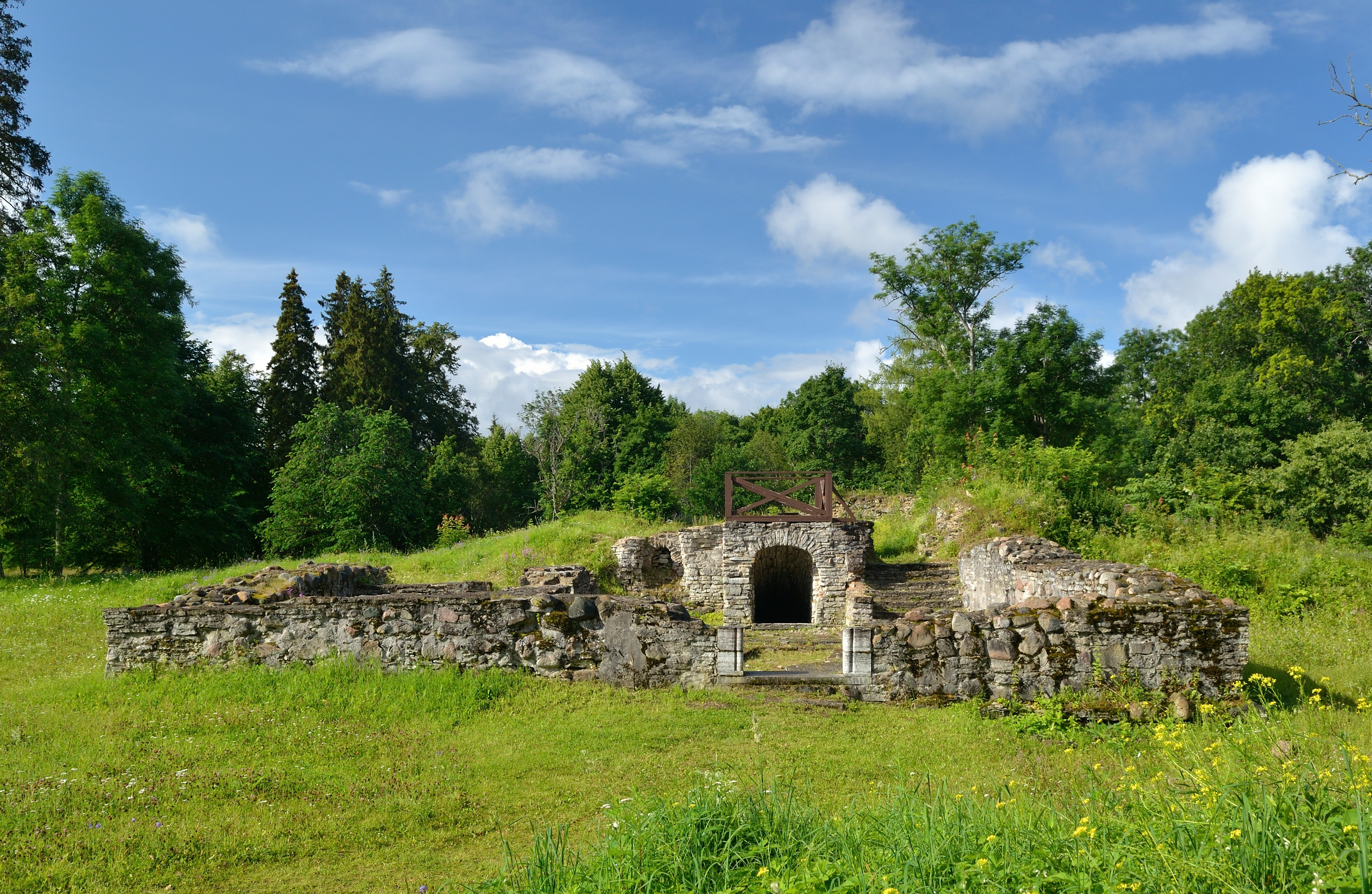
Zříceniny tvrze
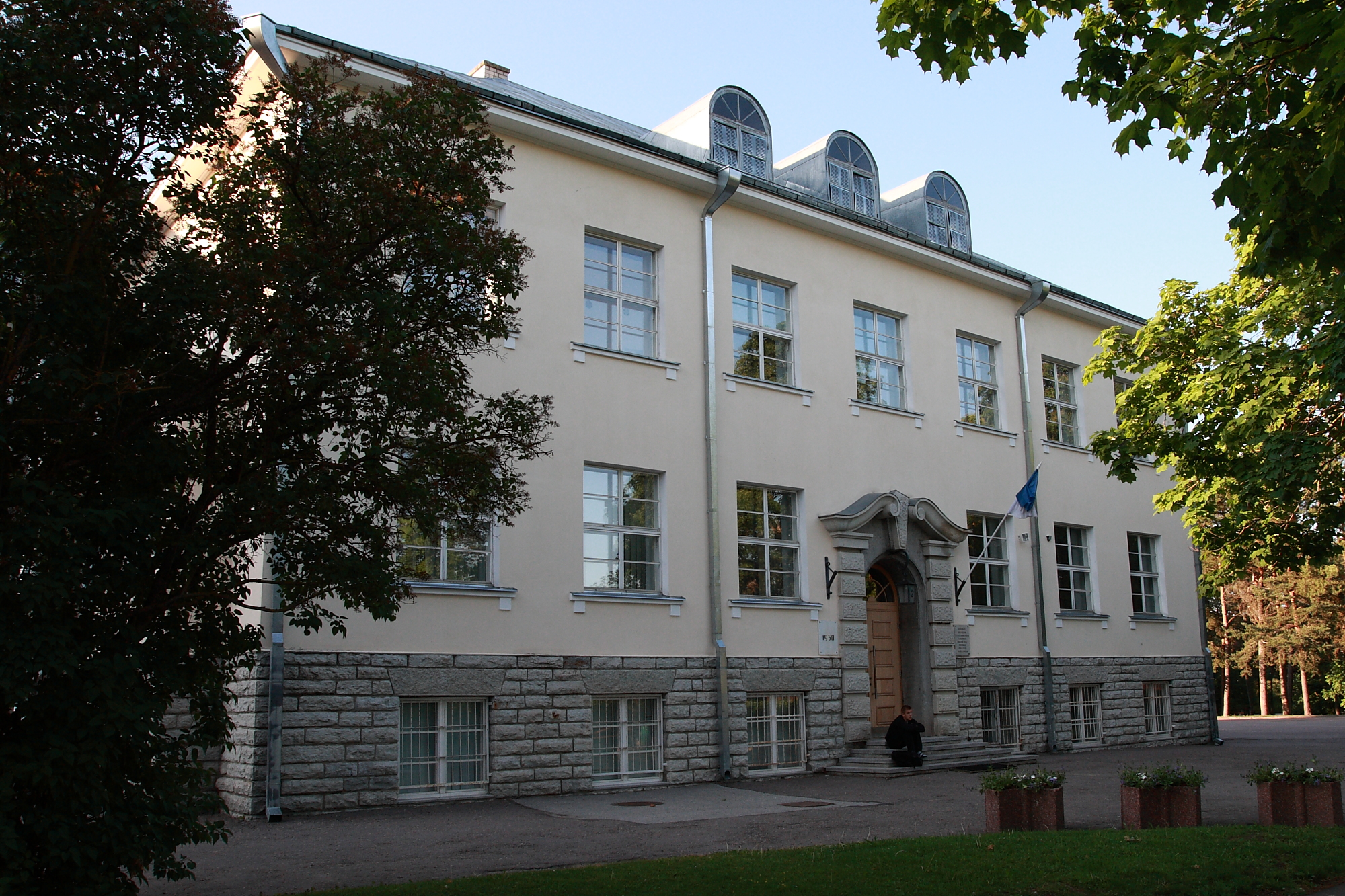
Budova základní školy
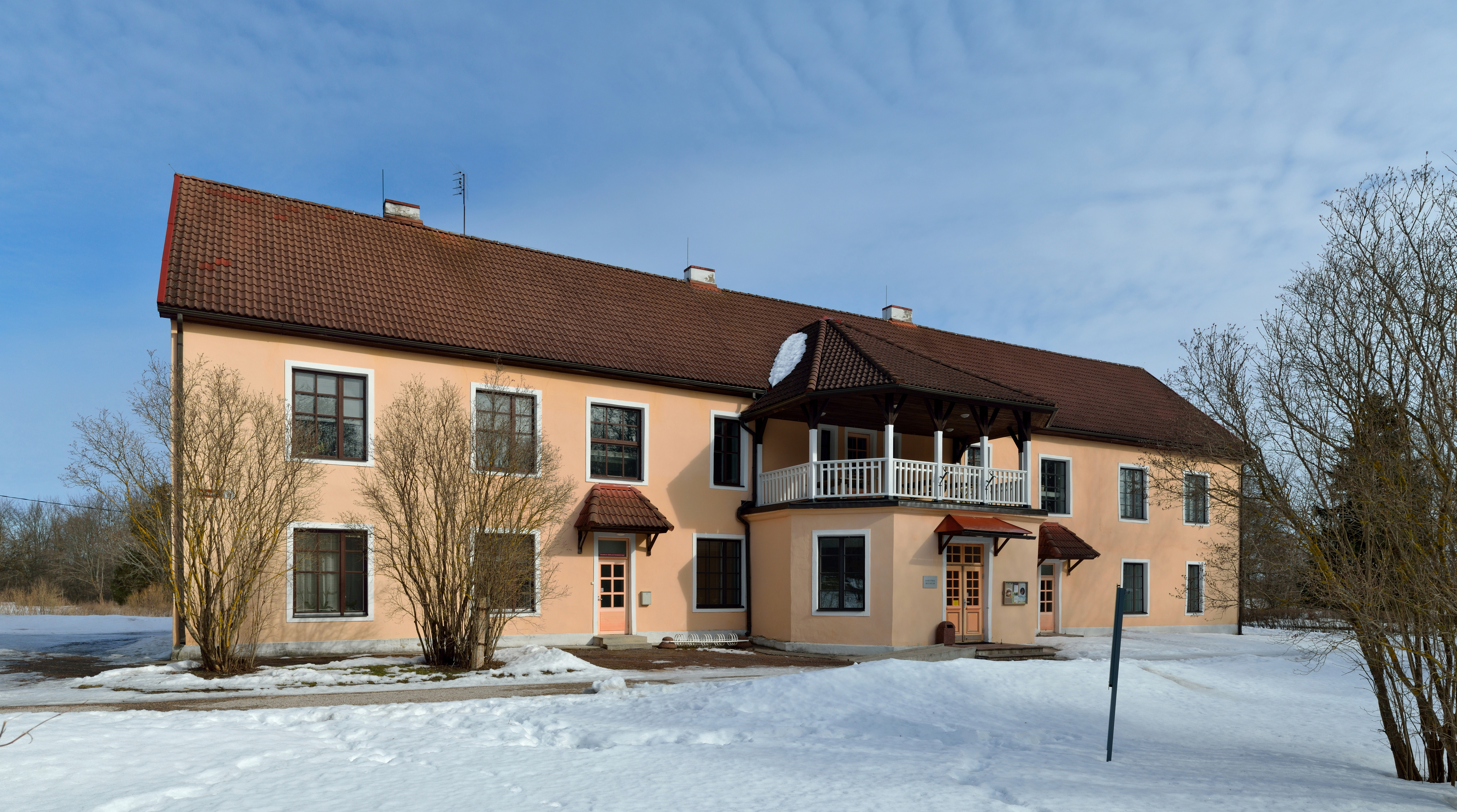
Někdejší zámeček, dnes vlastivědné muzeum
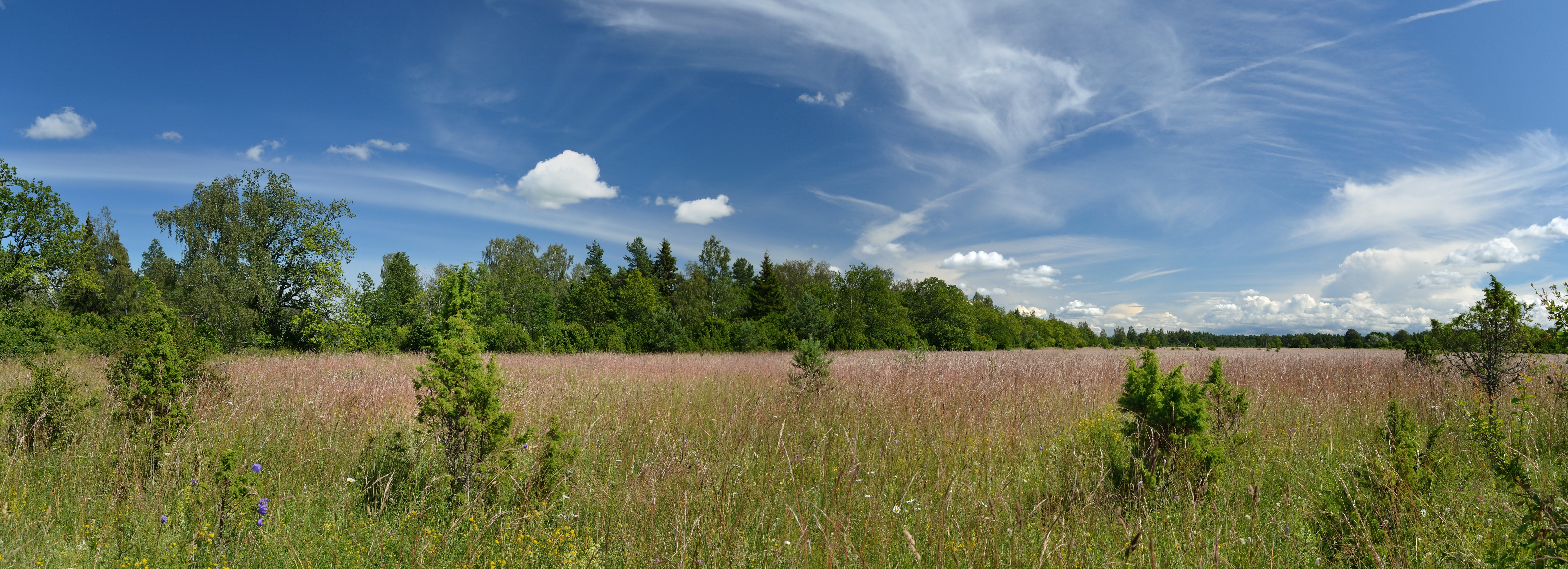
Vápencová step v okolí Keily
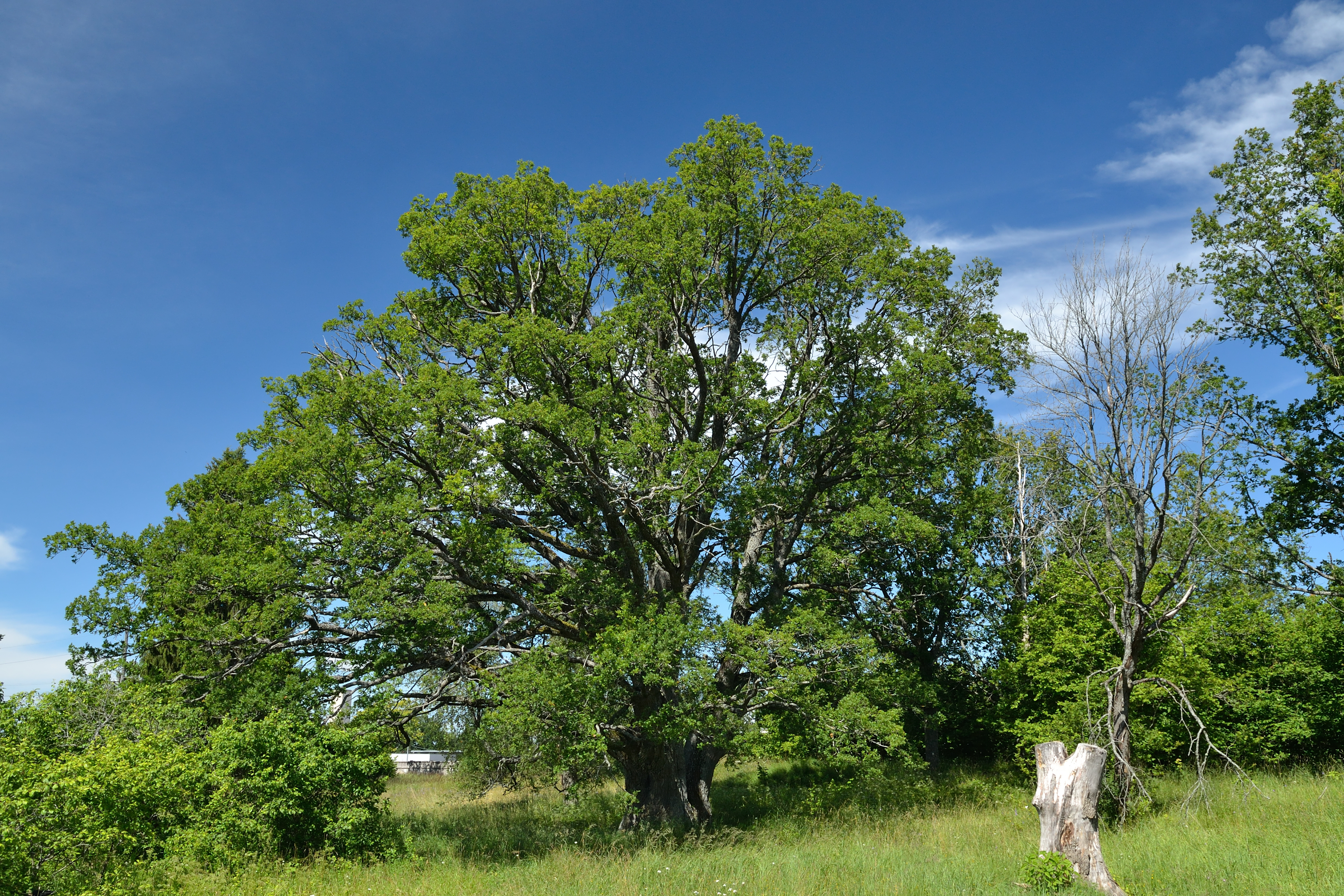
Památný dub u Liivaaugu